# Kleppstad
Kleppstad est une localité du comté de Nordland, en Norvège.

## Géographie
Administrativement, Kleppstad fait partie de la kommune de Vågan.